# 中正路 (基隆市)
中正路是位於臺灣基隆市基隆港東岸的幹線道路，舊稱海岸通（日文原文：海岸通り），全段位於中正區內，亦為該區名稱的命名來源。中後段路段屬於台2線編制，前段雖非台2線編制內，但因位於中山高東岸高架道路之終點，車流量不亞於位於隔壁台2線編制內之義一路。本路南端內側銜接東岸高架道路、外側銜接通往仁二路、愛一路、忠一路；北端連接祥豐街與北寧路；中間尚有通往和平島之正濱路、基隆港東岸之東海街、正豐街／祥豐街分流道路、通往信義區之信二路。

## 概況

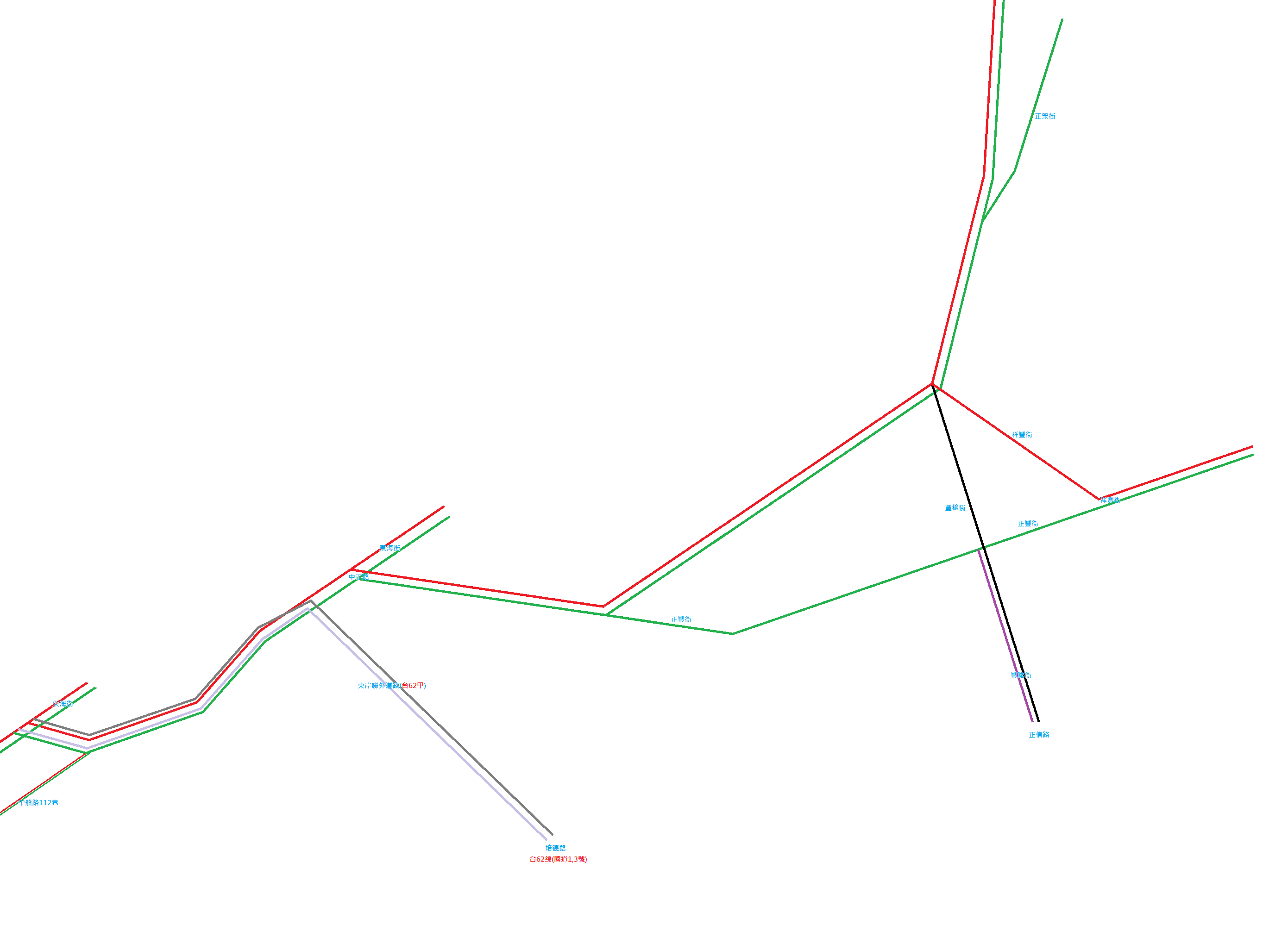
中正路及周邊道路-中段

日治時代開闢，因位於海岸而稱為「海岸通」。經由本路段前段之車種以一般車輛及運送基隆港東岸貨物之貨車為主，因此遇到貨船進港時，大量重型貨車將使中正路中段堵塞。（本文前段指信一路至與義一路匯入口間、中段指與義一路匯入口至基隆市公車處間、後段指基隆市公車處至北寧路與祥豐街三叉路口間。）本路前段為雙向五線道，南向三線道、北向三線道，至長榮桂冠酒店後為雙向四線道。在與東海街交界口，因興建東岸聯外道路，另闢新道，南向與北向車道被聯外道路之南向高架橋分離。過了海門天險後變為雙向三線道，北上兩線、南下單線，北上車輛在公車處前可選擇直行中正路繼續前往濱海公路，或是右轉進入正豐街、祥豐街也可銜接濱海公路；安瀾橋至公車處南下因與祥豐街南下車道匯入，而有兩線道。本路後段有與和平島之出入口，之後銜接濱海公路／北寧路。本路部分路段設有機車專用道。本路為基隆最長之道路，約4.3公里。

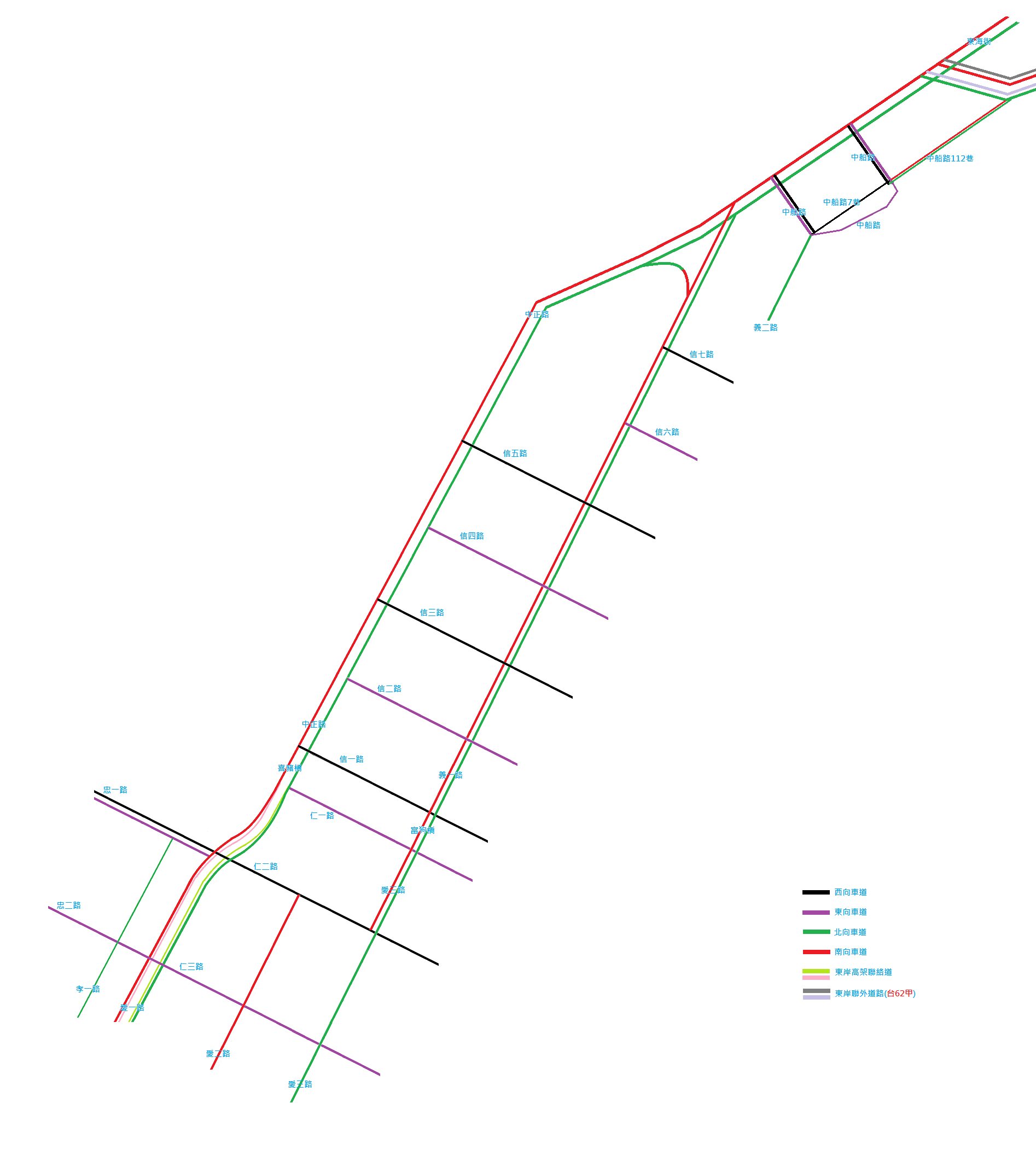
中正路及周邊道路-前段

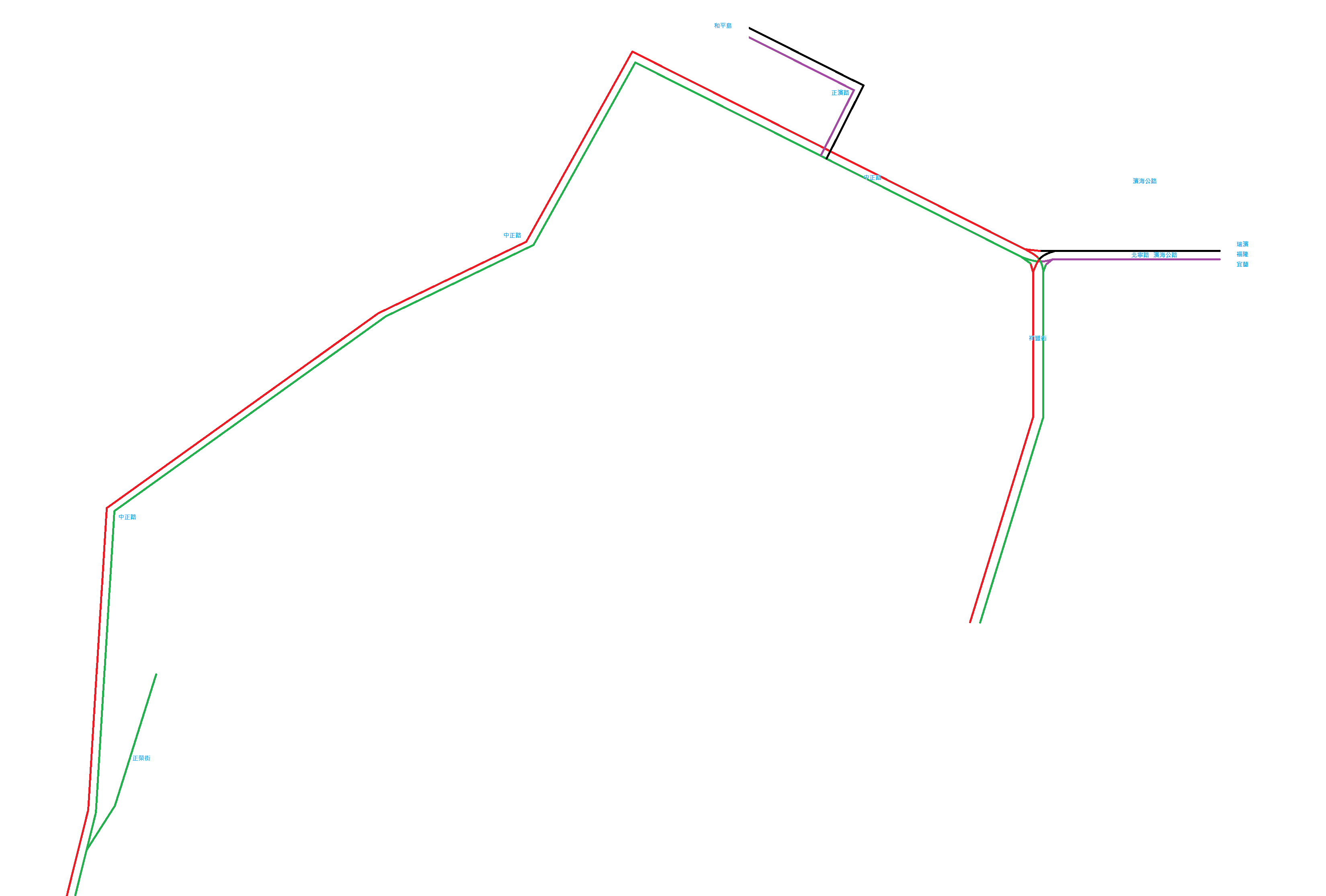
中正路及周邊道路-後段

本路前段以基隆市政府、基隆港區為主，除碼頭外，商家及建築皆位於右側；中段則是本路較少人潮之處，但車輛數應為本路最多，因接義一路車流、東海街出入口等，人潮應屬右方之中船路為主。後段則以安瀾橋、正濱漁港與國立臺灣海洋大學為人潮聚集處。
該路於臺灣戰後時期民國88年（1999年）全市修改街道英譯名稱時保留臺語發音「Diong-Zing Rd.」

## 政府機關
- 前段（信一路）
  - 基隆文化中心（側門）
  - 基隆市政府（後門）
  - （信二路口）
  - 台灣港務公司基隆港務分公司（1號）
  - 基隆港東岸客運大廈
  - 中華郵政基隆港東郵局（56號）
  - 內政部警政署基隆港務警察總隊（5之1號）
  - 基隆市公共汽車管理處保養廠（162號）
  - 中華民國海軍威海營區
- 中段（義一路匯入口）
  - 勞動部勞動力發展署基隆就業中心（102號）
  - 台灣自來水公司第一區管理處（106號）
  - （東海街口）
  - 基隆市公共汽車管理處（103號）
- 後段（正豐街／祥豐街入口）
  - 國軍退除役官兵輔導委員會基隆市榮民服務處（115號）
  - 基隆市警察局第二分局安瀾橋派出所（320號）
  - 中華郵政基隆安瀾橋郵局（330號）
  - 法務部調查局航業海員調查處（303號）
  - 基隆區漁會
  - 基隆市中正區公所／戶政事務所
  - 基隆市警察局第二分局正濱派出所（511號）
  - （正濱路口／和平島）
  - 基隆市中正區衛生所（786之1號）
- （北寧路／祥豐街）／國立臺灣海洋大學

## 文化資產
- 清法戰爭紀念園區（東海街口）
- 基隆要塞司令部校官眷舍（111、113號）
- 北白川宮能久親王紀念碑（166號旁）
- 基隆要塞司令官邸（230號）
- 基隆市長官邸（261號）
- 漁會正濱大樓（391號）

## 資料來源
1. ↑  邱紹雯. . 《自由時報》. 2006-05-28  [2020-04-11]. （原始内容存档于2016-04-28） （中文（臺灣））.